# HK Riga (1997)
Der HK Riga („Hockey-Klub Riga“) war ein lettischer Eishockeyclub, der in der Spielzeit 1997/98 an der East European Hockey League teilnahm.

## Geschichte
Der HK Riga wurde vor der Spielzeit 1997/98 der East European Hockey League gegründet und war eine Art Sammelverein des Eishockeyclubs in Riga und Umgebung. Während der einzigen Spielzeit des Bestehens setzte der Verein mehr als 50 verschiedene Spieler, meist nur für wenige Spiele, in der EEHL ein. Parallel dazu spielten diese Probespieler für ihre Heimatclubs in der lettischen Eishockeyliga.

## Bekannte ehemalige Spieler
- Agris Saviels
- Edgars Masaļskis
- Aleksejs Širokovs
- Georgijs Pujacs